# Laurent Piemontesi
Laurent Piemontesi (Parigi, ...) è uno sportivo e attore francese.

## Biografia
Laurent Piemontesi è uno dei fondatori della disciplina dell'Art Du Déplacement insieme al gruppo yamakasi nelle periferie di Parigi. Il gruppo ha dedicato diversi anni alla propria formazione sportiva, e ad un corretto metodo d'insegnamento per quanto riguarda la sicurezza e la praticità dei movimenti. Ha partecipato allo spettacolo "Notre Dame de Paris" ed è stato consulente per il Cirque du Soleil. Gestisce dei corsi in una palestra in Milano (scuola Formainarte). 

## Filmografia
- Yamakasi - I nuovi samurai, regia di Ariel Zeitoun (2001)
- The Great Challenge, regia di Julien Seri (2004)